# Tokpa-Domè
Tokpa-Domè est l'un des neuf arrondissements de la commune de Kpomassè dans le département de l'Atlantique au Bénin,.

## Géographie

### Localisation
Tokpa-Domè est situé au centre de la commune de Kpomassè. Il est limité au nord par Dékanmè, au sud par Sègbohouè et Aganmalomè, à l'est par Sègbèya, à l'ouest par la commune de Bopa.

### Administration
Sur les 76 villages et quartiers de ville que compte la commune, l'arrondissement de Tokpa-Domè groupe 12 villages que sont :
1. Amoukonou
2. Gbèfadji-Aidjèdo
3. Gbétozo
4. Gboho
5. Hinzoumè
6. Houéton
7. Lokogbo Zounta
8. Lokogbo Gnonwa
9. Ountoun
10. Sècomè
11. Xwlacomè

## Histoire
L'arrondissement de Tokpa-Domè est une subdivision administrative béninoise. Dans le cadre de la décentralisation au Bénin, Il devient officiellement un arrondissement de la commune de Kpomassè le 27 mai 2013 après la délibération et adoption par l'Assemblée nationale du Bénin en sa séance du 15 février 2013 de la loi no 2013-05 du 15/02/2013 portant création, organisation, attributions et fonctionnement des unités administratives locales en République du Bénin

## Démographie
Selon le recensement de la population de 2013 conduit par l'Institut national de la statistique et de l'analyse économique (INSAE), Tokpa-Domè compte 2321 ménages avec 10 191 habitants,.
| Indicateur           | 2013  |
| -------------------- | ----- |
| Nombre de ménages    | 2321  |
| Population féminine  | 5077  |
| Population masculine | 5114  |
| Population totale    | 10191 |

La population est composée de plusieurs ethnies dont les Adja et les Fon sont majoritaires.

## Économie
La population pratique l'agriculture. Il y a la culture du maïs, de l’arachide, du manioc, du piment, de la tomate et des arbres fruitiers comme la mangue, les agrumes, l'ananas. À cela s'ajoute également la transformation et commercialisation des produits agricoles comme le gari, l'huile de palme et l'huile d’arachide.

## Galerie de photos

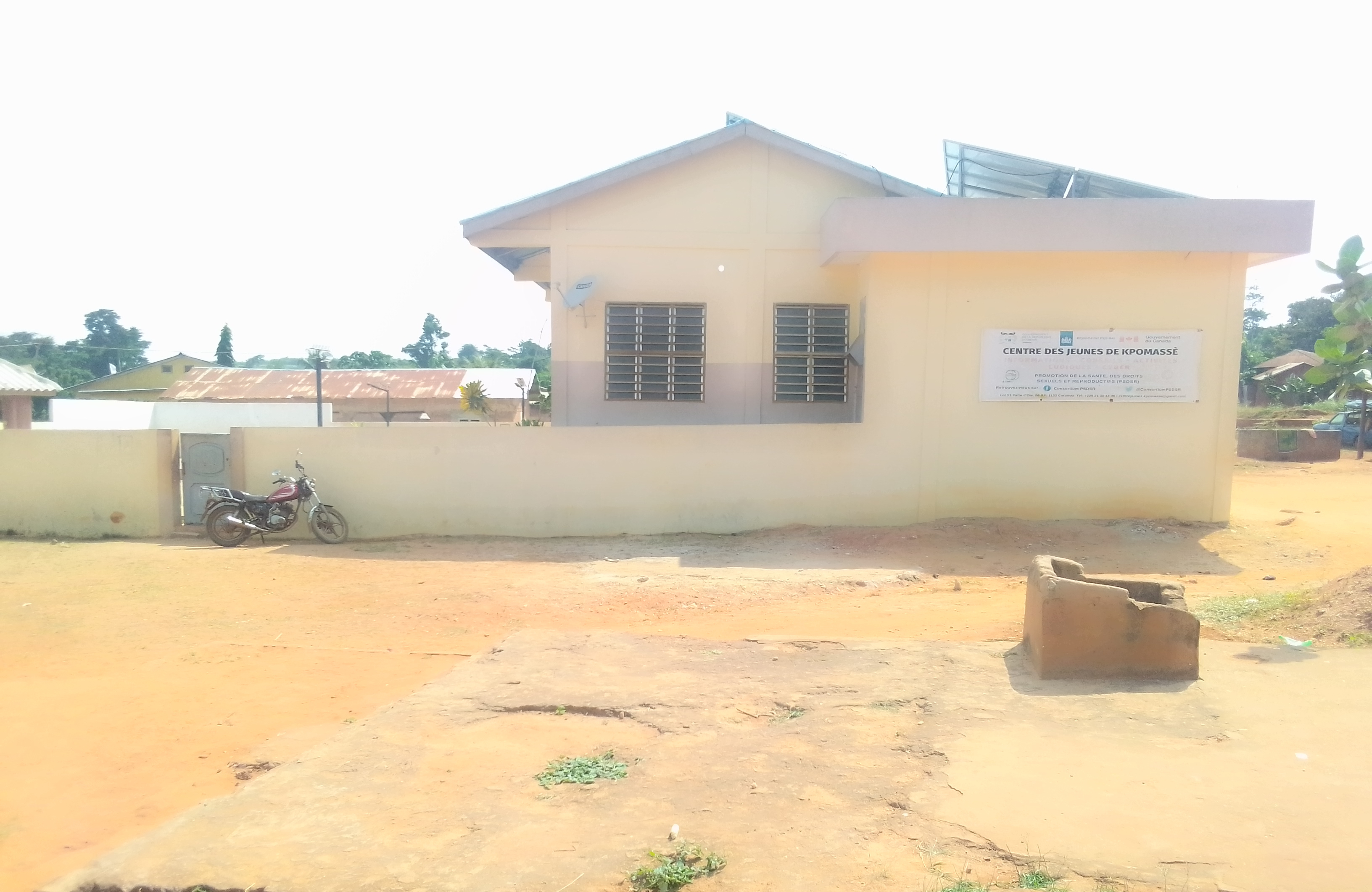
Centre des jeunes de Kpomassè à Tokpa-Domè.
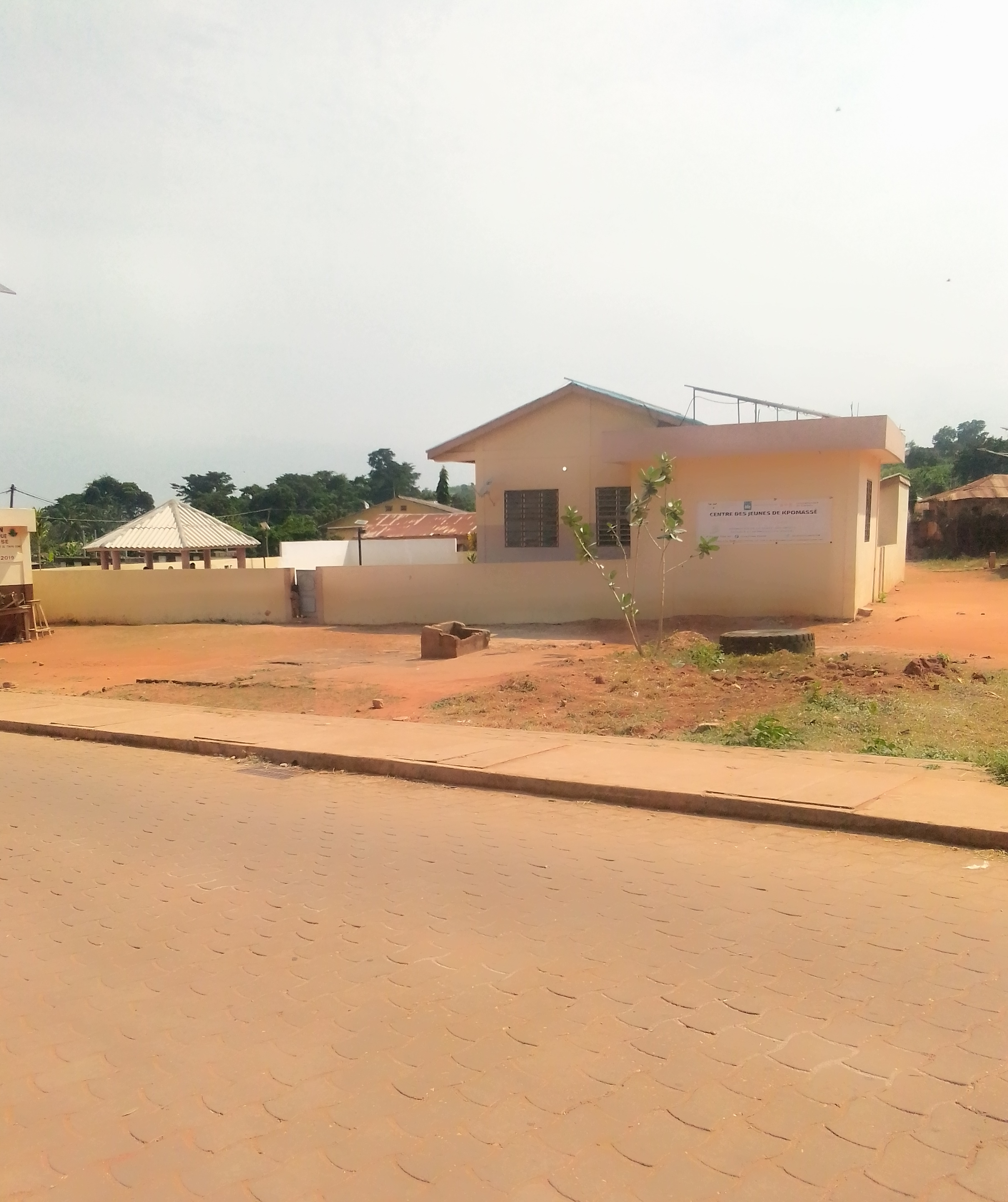
Centre des jeunes de Kpomassè.
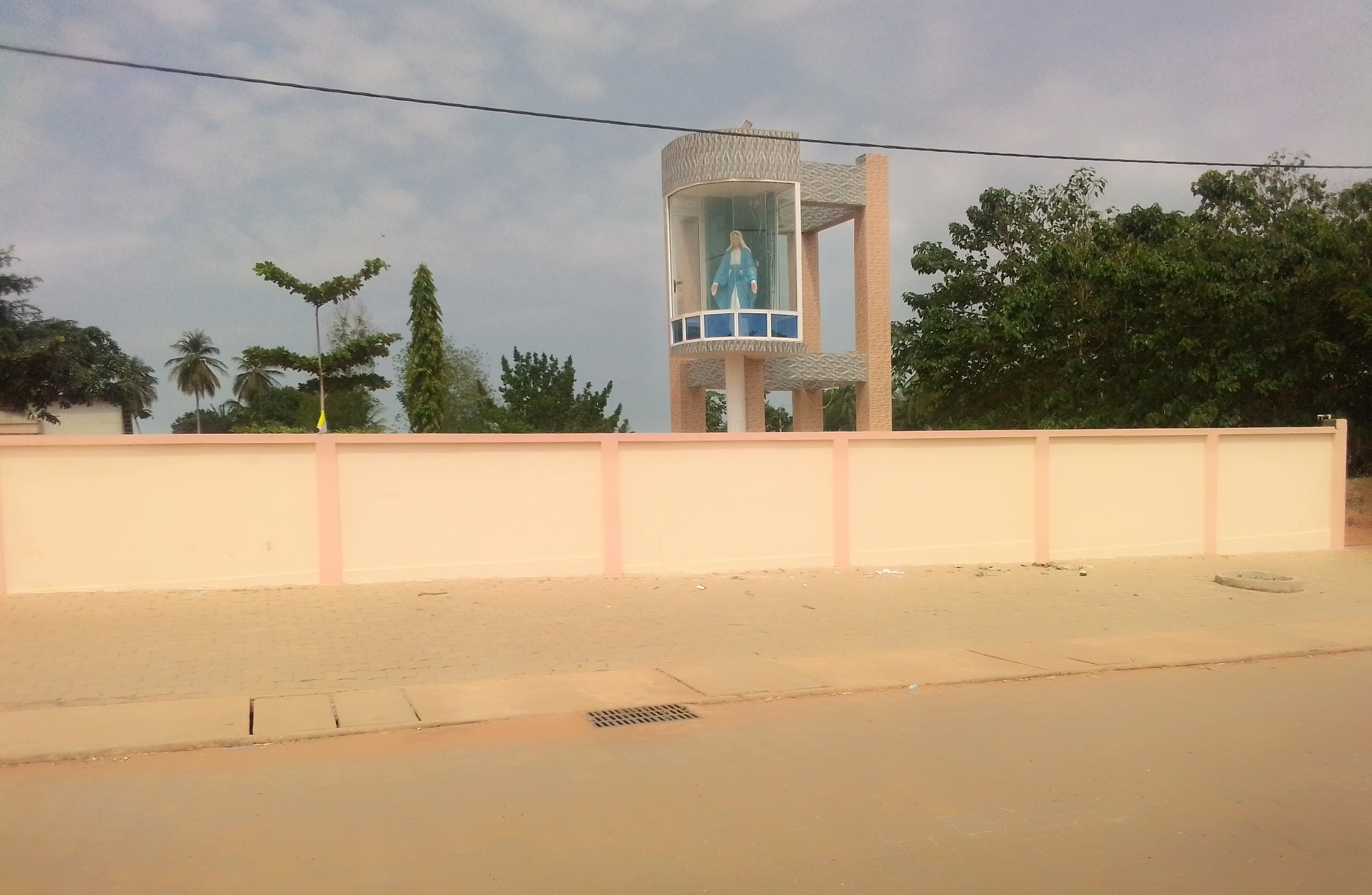
La Vierge Marie de l'église catholique de Tokpa-Domè.